# Marron River
Marron River är ett vattendrag i Kanada.   Det ligger i provinsen British Columbia, i den södra delen av landet, 3 300 km väster om huvudstaden Ottawa.
I omgivningarna runt Marron River växer i huvudsak barrskog. Runt Marron River är det mycket glesbefolkat, med 3 invånare per kvadratkilometer.